# Jag jobbade i Sovjet
Jag jobbade i Sovjet av Ragnar Rudfalk från 1951 är en självbiografisk skildring över hur Rudfalk tillsammans med en norrman vid namn Odd Willassen, försökte ta sig till Murmansk under andra världskriget för att därifrån ta sig till Kanada med båt, men i stället blev fasttagna av de sovjetiska myndigheterna och dömda till tre års straffarbete för gränsöverskridelse.
Boken trycktes i sex upplagor på totalt 24000 exemplar. Böckernas öde är ett mysterium då det är nästan omöjligt att komma över ett exemplar.
Under tiden i arbetsläger dog Rudfalks norske vän, Odd Willassen. I slutet mars 1946 blev Rudfalk frigiven från arbetslägret, troligen på grund av att några ryska krigsfångar överlämnats till Sovjet av Sverige, och deporterades då till Jarensk. Rudfalk fick då tillbringa något över ett år i Sovjet och arbeta som en vanlig sovjetmedborgare, medan han försiktigt lyckades kontakta den svenska legationen i Moskva som så småningom lyckades ordna med alla papperen så att han kunde komma hem.

## Kritik
Innan Rudfalk skrev boken så intervjuades han av journalister 1947 och resultatet blev flera artiklar som det svenska kommunistpartiet angrep våldsamt dessa artiklar. Man hävdade att Rudfalks uppgifter inte stämde. När sedan boken kom så angreps även den.